# Централна банка на Бразилия
Централната банка на Бразилия (на португалски: Banco Central do Brasil) е независим орган на федералното правителство в Бразилия със статут на федерална автаркия и централен орган на финансовата система на Бразилия.
Централната банка е емисионна банка, която провежда паричната политика на страната и извършва непрекъснат мониторинг и контрол на финансовата система на Бразилия, регулирайки обема на паричните средства в обращение и общия размер на дълга в икономиката. Чрез изпълнението на основните си функции Бразилската централна банка преследва основната си цел – да осигури стабилна покупателна способност на националната валута на Бразилия и да запази интегритета, ефикасността и развитието на финансовата ѝ система.

## История
Централната банка на Бразилия е създадена на 31 декември 1964 г. със закон No 4.595. От самото си начало банката е независим федерален орган на изпълнителната власт и интегрална част от Финансовата система на Бразилия. Преди създаването на БЦБ функциите по провеждане на паричната политика на страна се изпълняват едновременно от Суперинтендантството за парите и кредита (Superintendência da Moeda e do Crédito – SUMOC), Бразилската банка и Националния трезор.
Създаден през 1945 г. с цел да провежда монетарен контрол и да подготви организирането на централна банка, SUMOC отговаря за определянето процента на задължителните резерви на търговските банки, процента на дисконтните ставки, за оказването на ликвидна помощ на банките и за лихвените проценти по депозитите. В същото време SUMOC наблюдава дейността на търговските банки в страната, направлява девизната политика и представлява страната пред международните организации.
До създаването на БЦБ Държавният трезор е единственият орган, който има право да печата книжни банкноти в Бразилия. Бразилската банка от своя страна изпълнява ролята на основен финансов агент на правителството и банка на банкерите, като осъществява монопол върху международните търговски трансакции, съхраняването на задължителните и доброволните депозити на търговските банки, като и върху международните обменни операции, извършвани от публичните компании или Държавния трезор, което става съгласно специални инструкции, определени от SUMOC и Банката за земеделско и индустриално развитие.
След приемането на Закон 4.595 Централната банка на Бразилия започва да изпълнява функцията на банка на банките – функция, която е затвърдена и чрез допълнителни правни способи. Така например по силата на закона и Конституцията на Бразилия, БЦБ става единствената емисионна банка в страната, притежаваща монопол върху емитирането на книжни пари и монети, снабдяването с пари и банкноти, контрола върху финансовата система, определянето на основните лихвени проценти и обменни курсове. Въпреки това законът не слага ясна разграничителна линия в отношенията между Централната банка, Бразилската банка и Държавната хазна, което затруднява дейността на БЦБ по изпълнение на паричната политика, натоварвайки я и със задължението да обслужва и сметките на фиска. Така от самото начало на дейността на банката през 1965 г. в нея е открита специална трансферна сметка на Бразилската банка, в която се записват трансакциите, извършвани от държавната търговска банка, която в продължение на две десетилетия изпълнява ролята на финансов агент на Централната банка. Тази специална сметка започва да се използва усилено като инструмент за автоматично захранване на Бразилската банка с ликвидни средства, което позволява на последната да реализира кредитната политика на правителството и други негови операции без предварително обезпечаване на необходимите средства. По този начин дълго време Централната банка обслужва предимно ликвидните нужди на Бразилската банка.
Едва през 1985 г. нуждата от ясно разграничаване на отговорностите при функционирането на БЦБ довежда до пълно разделяне на сметките на Централната банка, Бразилската банка и Държавната хазна. През 1986 г. трансферната сметка на Бразилската банка в БЦБ, която две десетилетия определя отношенията между двете финансови институции, е окончателно закрита, след което трансферът на средства между двете институции започва да се регистрира стриктно в техните финансови бюджети. По този начин окончателно е премахнато автоматичното захранване със средства на Бразилската банка, което дълго време затруднява паричния контрол от страна на БЦБ и повишава инфлационните показатели по това време.
Процесът на реорганизиране на финансовото управление продължава до 1988 г., когато функциите на монетарна власт са постепенно прехвърлени от Бразилската банка на Централната банка на Бразилия, а нетипичните функции, изпълнявани от Централната банка, като икономическото стимулиране и администрирането на държавния дълг, са окончателно прехвърлени върху Държавния трезор. Нови стъпки в утвърждаването на Централната банка като монетарна власт са направени в Конституцията на Федерална република Бразилия от 1988 г., която забранява на Централната банка да отпуска по каквато и да е форма заеми на Националния трезор. Впоследствие чл. 34 от Закона за фискалната отговорност забранява на БЦБ да емитира правителствени бонове за нуждите на монетарната политика.